# Orden de Merlín
La Orden de Merlín es un galardón del universo literario de Harry Potter. Está reservada para aquellos magos que han contribuido de alguna manera beneficiosa al mundo mágico y supuestamente, es el mayor honor que se puede otorgar a cualquier mago.
El galardón está categorizado en primera, segunda y tercera clases (siendo el más alto honor la primera).
Fue creada por Merlín, el mago más famoso de la Edad Media, para establecer leyes en contra del uso de magia contra muggles. 
El Ministro de Magia puede otorgar de segunda o tercera clases, aunque no de primera. En circunstancias especiales, puede retirarse una orden de Merlín. 
Se conoce a los siguientes ganadores de la Orden de Merlín:
- Albus Dumbledore, primera clase.
- Newt Scamander, segunda clase.
- Gilderoy Lockhart, tercera clase.
- Peter Pettigrew, entregada por el Ministerio después de creer que había muerto.
- Tilly Toke, primera clase.
- Norvel Twonk, entregada a título póstumo.
- Arcturus Black, primera clase (Abuelo de Sirius Black)

- Datos: Q1176043